# كايل جاكوبس
كايل جاكوبس (بالإنجليزية: Kyle Jacobs)‏ (14 يونيو 1991 جوهانسبرغ جنوب أفريقيا - ) هو لاعب كرة قدم جنوب أفريقي يلعب كلاعب وسط.

## روابط خارجية
- كايل جاكوبس على موقع قاعدة بيانات كرة القدم.إي يو (الإنجليزية)
- كايل جاكوبس على موقع Soccerbase.com (لاعب) (الإنجليزية)